# Эстонский военный контингент в Афганистане
Эстонский военный контингент в Афганистане — подразделение вооружённых сил Эстонии, созданное в 2002-2003 гг. В 2003 - 2014 гг. действовало в составе сил ISAF.

## История
9 июля 2002 года в Афганистан было отправлено саперное подразделение (пять человек и три служебные собаки), которые находились в подчинении войск США и занимались разминированием в районе Кабула. На участие в операции выделили 2,7 млн. эстонских крон. В январе 2003 года саперы были возвращены в Эстонию и началась подготовка к отправке следующей группы сапёров.
В марте 2003 года правительство Эстонии отправило в Афганистан военный контингент.
1 июня 2004 года финансирование операции было увеличено до 4,38 млн крон (300 тыс. евро) и было объявлено о продлении военного присутствия в Афганистане.
В 2006 году эстонские военнослужащие были передислоцированы в провинцию Гильменд и перешли в оперативное подчинение регионального командования «Юг».
В апреле 2007 года Эстония отправила в Афганистан партию оружия и боеприпасов стоимостью около 1 млн долларов (4 тыс. автоматов Калашникова и 4,6 млн патронов к ним).
Также, в марте 2013 года министр обороны Эстонии сообщил, что в 2014—2016 году Эстония передаст на развитие армии Афганистана 1,5 млн долларов (по 500 тыс. долларов в год).
По состоянию на 1 августа 2013 года численность контингента составляла 160 военнослужащих.
28 декабря 2014 года командование НАТО объявило о том, что операция "Несокрушимая свобода" в Афганистане завершена. Тем не менее, боевые действия в стране продолжались и иностранные войска остались в стране - в соответствии с начатой 1 января 2015 года операцией «Решительная поддержка», хотя общая численность войск НАТО (в том числе, эстонского контингента) была уменьшена.
В начале октября 2014 года было объявлено, что в операции "Решительная поддержка" примут участие 25 военнослужащих Эстонии, но в декабре 2017 года их количество было увеличено.
В июле 2018 года численность эстонского военного контингента составляла 40 военнослужащих.
14 апреля 2021 года президент США Джо Байден объявил о планах начала вывода американских войск из Афганистана в мае 2021 с завершением этого процесса к 11 сентября 2021 года. В этот же день решение о выводе войск "в течение нескольких следующих месяцев" приняли страны НАТО. 16 апреля 2021 года министр обороны Эстонии Калле Лаанет сообщил о том, что эстонский контингент покинет Афганистан.
9 июня 2021 года военнослужащие подразделения "Estpla-06" прибыли на авиабазу Эмари.
15-16 августа 2021 года силы талибов заняли Кабул, и 19 августа 2021 правительство Эстонии приняло решение разместить в стране 30 афганских беженцев (20 человек, ранее работавших с Эстонией, и 10 человек, сотрудничавших с ЕС и НАТО). До 28 августа 2021 года из Афганистана в Эстонию были вывезены 14 афганцев.

## Результаты
Потери эстонского контингента в Афганистане составили 9 военнослужащих убитыми и свыше 130 ранеными.
В перечисленные выше потери не включены сведения о финансовых расходах на участие в войне, потерях в технике, вооружении и ином военном имуществе.
Помимо прямых военных расходов, Эстония предоставляла военную помощь Афганистану.
- так, в апреле 2007 года Эстония отправила в Афганистан партию оружия и боеприпасов стоимостью около 1 млн долларов США (4 тыс. автоматов Калашникова и 4,6 млн патронов к ним)[6]
- в марте 2013 года министр обороны Эстонии У. Рейнсалу сообщил, что в 2014—2016 годы Эстония выделит на развитие армии Афганистана 1,5 млн долларов (по 500 тыс. долларов в год)[7].